# Yoko Morishita
Yoko Morishita (Hiroshima, 7 dicembre 1948) è un'ex ballerina giapponese, prima ballerina e poi direttrice artistica del Balletto Matsuyama.

## Biografia
Tra le maggiori ballerine classiche del XX secolo, Yoko Morishita è stata la prima danzatrice nipponica a ballare sui maggiori palchi europei e statunitensi.
Nata a Hiroshima, ha iniziato a danzare all'età di tre anni e a dodici si è  trasferita a Tokyo per perfezionarsi. Nel 1971 è stata scritturata dal Balletto Matsuyama e tre anni più tardi ha vinto la medaglia d'oro del Concorso internazionale di balletto di Varna. Nel 1976 ha fatto il suo esordio con l'American Ballet Theatre danzando il ruolo di Aurora ne La bella addormentata; l'anno successivo si è esibita in uno speciale gala per i venticinque anni di regno di Elisabetta II d'Inghilterra. Nel 1981 ha fatto il suo esordio all'Opéra Garnier, la prima ballerina giapponese a danzare sul più importante palco della danza francese. Dal 1983 ha inaugurato un proficuo sodalizio artistico con Rudol'f Nureev, con cui ha danzato in numerose occasioni; particolarmente apprezzata è stata la loro partnership ne Il lago dei cigni, Don Chisciotte e ne Lo schiaccianoci. Nel 1985 ha danzato Giselle a Londra e per la sua interpretazione ha vinto il Laurence Olivier Award per l'eccellenza nella danza.
Dal 2001 è la direttrice artistica del Balletto Matsuyama e nel 2012 è stata insignita del Premio Imperiale.